# Max Kühn
Max Kühn (zm. 1920) – as lotnictwa niemieckiego Luftstreitkräfte z 12 zwycięstwami w I wojnie światowej.
W 1918 roku służył w Jagdstaffel 21. Mianowany na wicefeldwebela w lipcu 1918 roku. Odniósł łącznie 12 zwycięstw powietrznych (wszystkie w Jasta 21). Należał do Balloon Buster z 8 zestrzelonymi francuskimi balonami obserwacyjnymi na koncie. Latał na samolocie Pfalz D.III oraz Fokker D.VII.